# Стрешнев, Иван Степанович
Иван Степанович Стрешнев — русский воевода 1610—1640-х годов. Родной дядя царицы Евдокии Лукьяновны.

## Биография
В 1613 году, между 28 апреля и 2 мая, председатель Боярской думы, заседавшей в Москве, боярин Фёдор Мстиславский «с товарищи» писал царю Михаилу Фёдоровичу, пребывавшему тогда на пути в Москву в Ярославле, что будто литовские люди покидают Смоленск и идут в Польшу. С вестями об этом прислан из Мещовска Стрешнев.
В 1614 году И. С. Стрешнев был головой у обоза, и сторожи ставил, и дозирал в походе к Смоленску. В 1618 году — воевода в Алексине; в 1626—1628 годах — на Мезени; в 1631 году — в Кевроли. Был также судьёй в приказе Новгородская четь.
8 февраля 1626 года, на четвёртый день после свадьбы Михаила Фёдоровича с Евдокией Лукьяновной, Иван Степанович Стрешнев обедал у царя вместе с патриархом Филаретом; обедал также 5 марта, когда вместо 1 марта справлялись именины царицы Евдокии Лукьяновны.
В 1635 году — воевода в Севске, в 1644 году — в Курске, откуда сообщал воеводам в Ливны и в Мценск о переправе 10 000 татар через реку Ворсклу и о приходе их в Рыльский и Путивльский уезды.